# Dugački dlanski mišić
Dugački dlanski mišić (lat. musculus palmaris longus) je mišić prednje strane podlaktice. Mišić inervira lat. nervus medianus. Mišić je varijabalan (kod 16% ljudi nedostaje).

## Polazište i hvatište
Mišić polazi zajedničkom glavom mišića pregibača, ide prema distalno i hvata se na palmarnu aponeurozu.